# Requiem
Pour les articles homonymes, voir Requiem (homonymie).

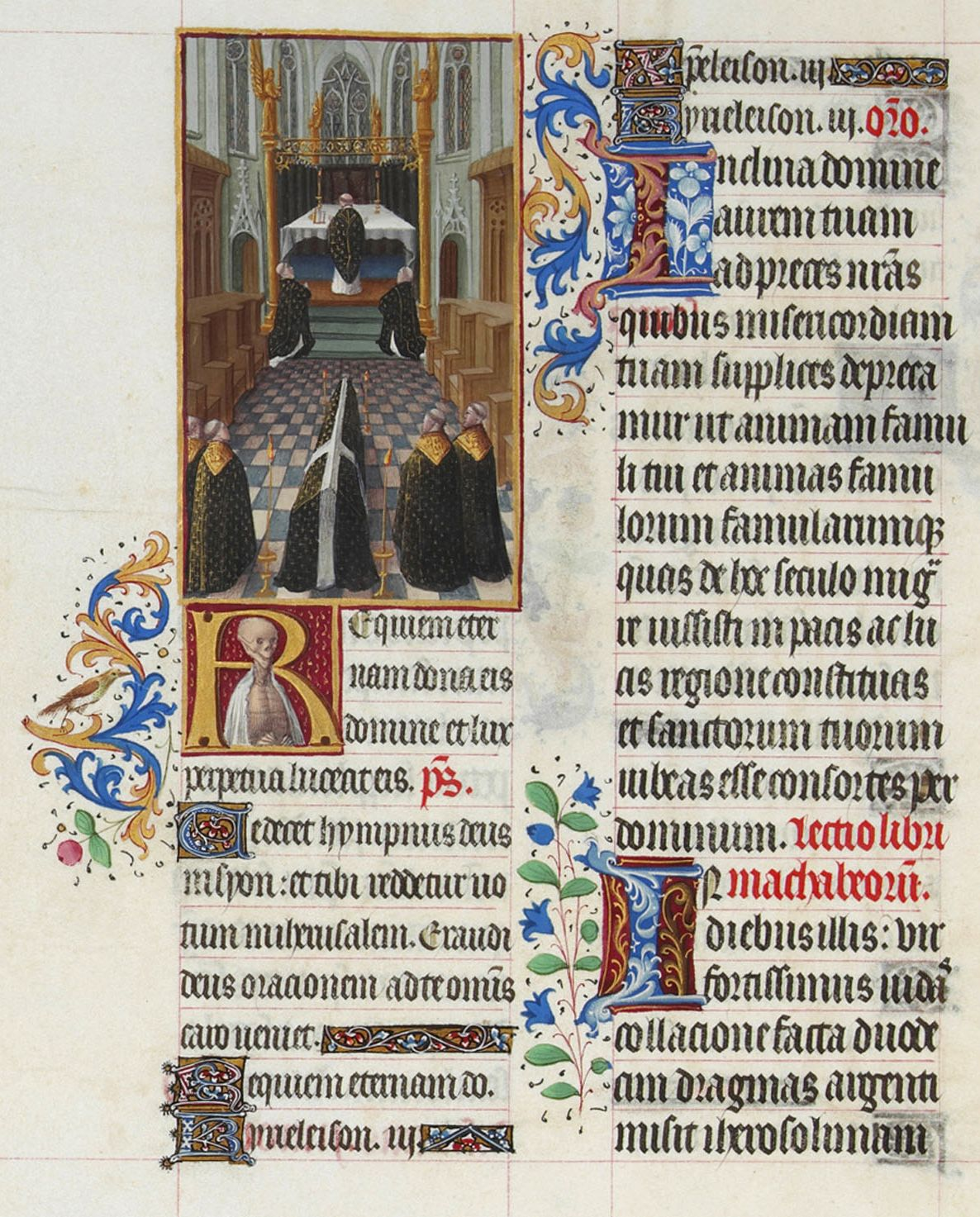
Le requiem dans Les Très Riches Heures du duc de Berry.

Le requiem (forme à l'accusatif du latin requies signifiant repos), ou messe de requiem, est une messe de l'Église catholique célébrée lors de funérailles ou de cérémonies du souvenir. Cette prière pour les âmes des défunts est aussi connue sous le nom latin de Missa pro defunctis ou Missa defunctorum (Messe pour les défunts ou Messe des défunts). Elle est parfois pratiquée par d’autres Églises chrétiennes comme les Églises anglicane et orthodoxe.
Son nom vient du premier mot (l'incipit) de l’Introït : Requiem æternam dona ei [ou eis], Domine, et lux perpetua luceat ei [ou eis] (Donne-lui/donne-leur le repos éternel, Seigneur, et que la lumière perpétuelle luise pour lui/pour eux).
Un requiem est également une composition musicale entendue lors d'un service liturgique pour les défunts ou interprétée en concert. À l'origine, ces œuvres étaient conçues pour être intégrées à la liturgie. Elles étaient essentiellement chantées par un chœur, précédé par une intonation brève (sur le simple mot Requiem) chantée par le célébrant sur les quatre notes du plain-chant. Ces vastes compositions musicales s'éloignèrent de la liturgie quand on y adjoignit d'importantes parties de solistes vocaux et d'accompagnement orchestral.

## Textes liturgiques catholiques
Le texte de la messe pour les défunts, dite de requiem, appartient à la catégorie des messes votives. La messe de requiem diffère des messes solennelles par le fait qu'elle ne comporte ni Gloria, ni Credo ni Alleluia  (qui est remplacé par un Trait) et par l’existence d'une Séquence qui lui est propre, le Dies iræ. En chant grégorien, la Messe de Requiem comporte des mélodies qui lui sont propres, pour le Kyrie, le Sanctus et l'Agnus Dei.
Le Dies iræ est devenu facultatif dans le requiem en 1967 et a été supprimé de la Messe en 1969, laquelle a inversement réintroduit l'Alleluia dans cette liturgie.
L'Introït de la messe des défunts en usage depuis le Concile de Trente, dont l'incipit (premier mot) a donné son nom à cette messe, commence par le verset « requiem æternam dona eis Domine et lux perpetua luceat eis » dont le texte est inspiré d'un passage du Quatrième livre d'Esdras (4 Esdras 2, 34-35). Le Quatrième livre d'Esdras ne fait pas partie du canon de  la Bible latine catholique, défini aux conciles de Florence et Trente, mais il se trouve dans de nombreux manuscrits anciens de la Bible latine .
Le formulaire de la messe « requiem æternam », décrit ci-dessous, est absent de l'antiphonaire romain primitif. Il faut attendre le Xe siècle pour le voir apparaître, notamment dans l'antiphonaire de type romain, édité par les Mauristes. Dans le rite romain, depuis le concile de Trente, le formulaire des textes de la messe des défunts en usage a été réduit à un seul formulaire, bien que certains ordres anciens et des traditions locales aient continué à recourir à un patrimoine plus diversifié hérité du répertoire ancien. À la fin du Moyen Âge, en France et notamment à Paris, plusieurs formulaires différents ont été en usage jusqu'au XIXe siècle.
Voici les textes de la liturgie catholique généralement retenus pour la composition musicale d'une messe de requiem , dont la plupart appartiennent au propre de la messe :
- Introït (Introitus) :

Requiem æternam dona eis, Domine, et lux perpetua luceat eis.
Te decet hymnus Deus, in Sion, et tibi reddetur votum in Jerusalem.
Exaudi orationem meam ; ad te omnis caro veniet.
Requiem æternam dona eis, Domine, et lux perpetua luceat eis.
"Donne-leur le repos éternel, Seigneur, et que la lumière éternelle les illumine.
Dieu, il convient de chanter tes louanges en Sion ; et de t'offrir des sacrifices à Jérusalem.
Exauce ma prière, toute chair ira à toi.
Donne-leur le repos éternel, Seigneur, et que la lumière éternelle les illumine".
- Kyrie eleison, le Kyrie de l'Ordinaire de la messe :

Kyrie eleison ; Christe eleison ; Kyrie eleison (Κυριε ελεησον; Χριστε ελεησον; Κυριε ελεησον).
"Seigneur, ayez pitié. Christ, ayez pitié. Seigneur, ayez pitié."
- Graduel (Graduale), associé au Trait :

Requiem æternam dona eis, Domine, et lux perpetua luceat eis. In memoria æterna erit justus : ab auditione mala non timebit.
"Donne-leur le repos éternel, Seigneur, et que la lumière éternelle les illumine. Le juste restera dans un souvenir éternel, duquel il n'a pas à craindre une mauvaise réputation."
- Trait (Tractus) :

Absolve, Domine, animas omnium fidelium defunctorum ab omni vinculo delictorum et gratia tua illis succurente mereantur evadere judicium ultionis, et lucis æterne beatitudine perfrui.
"Absous, Seigneur, les âmes de tous les fidèles défunts de tout lien de péché, et que, secourues par ta grâce, elles méritent, Seigneur, d’échapper au jugement vengeur et de goûter aux joies de la lumière éternelle."
- Séquence (Sequentia) : Dies iræ, dies illa, solvet sæclum in favilla, teste David cum Sybilla. (Voir Dies iræ pour le texte complet).
- Offertoire (Offertorium ), qui présente la particularité dans la messe de Requiem d'avoir une structure de répons :

Domine, Jesu Christe, Rex gloriæ, libera animas omnium fidelium defunctorum de pœnis inferni et de profundo lacu. Libera eas de ore leonis, ne absorbeat eas tartarus, ne cadant in obscurum; sed signifer sanctus Michael repræsentet eas in lucem sanctam,
* Quam olim Abrahæ promisisti et semini ejus.
V/.Hostias et preces tibi, Domine, laudis offerimus ; tu suscipe pro animabus illis, quarum hodie memoriam facimus. Fac eas, Domine, de morte transire ad vitam.
* Quam olim Abrahæ promisisti et semini ejus.
"Seigneur, Jésus-Christ, Roi de gloire, délivre les âmes de tous les fidèles défunts des peines de l'enfer et de l'abîme sans fond : délivre-les de la gueule du lion, afin que le gouffre horrible ne les engloutisse pas et qu'elles ne tombent pas dans les ténèbres. Mais que Saint-Michel, le porte-étendard, les introduise dans la sainte lumière,
* que tu as autrefois promise jadis à Abraham et à sa postérité.
Nous t'offrons, Seigneur, le sacrifice et les prières de notre louange : reçois-les pour ces âmes dont nous faisons mémoire aujourd'hui. Seigneur, fais-les passer de la mort à la vie.
* que tu as autrefois promise jadis à Abraham et à sa postérité."
- Sanctus, le Sanctus de l'Ordinaire de la messe :

Sanctus, Sanctus, Sanctus, Dominus Deus Sabaoth ; pleni sunt cœli et terra gloria tua.
Hosanna in excelsis.
Benedictus qui venit in nomine Domini.
Hosanna in excelsis. (reprise) 
"Saint, saint, saint le Seigneur, dieu des Forces célestes. Le ciel et la terre sont remplis de ta gloire. Hosanna au plus haut des cieux.
Béni soit celui qui vient au nom du Seigneur. Hosanna au plus haut des cieux."
- Agnus Dei, l’Agnus Dei de l'Ordinaire de la messe, mais avec miserere nobis remplacé par dona eis requiem, et dona nobis pacem devenu dona eis requiem sempiternam :

Agnus Dei, qui tollis peccata mundi, dona eis requiem,
Agnus Dei, qui tollis peccata mundi, dona eis requiem,
Agnus Dei, qui tollis peccata mundi, dona eis requiem sempiternam.
"Agneau de Dieu, qui enlèves les péchés du monde, donne-leur le repos.
Agneau de Dieu, qui enlèves les péchés du monde, donne-leur le repos.
Agneau de Dieu, qui enlèves les péchés du monde, donne-leur le repos éternel."
- Communion (Communio), qui de même que l'Offertoire, présente la particularité dans la messe de Requiem d'avoir une structure de répons :

Lux æterna luceat eis, Domine,
* cum sanctis tuis in æternum, quia pius es.
V/. Requiem æternam dona eis, Domine, et lux perpetua luceat eis.
Cum sanctis tuis in æternum, quia pius es.
"Que la lumière éternelle luise pour eux, Seigneur,
au milieu de tes Saints et à jamais, car tu es miséricordieux.
Donne-leur le repos éternel, Seigneur, et que la lumière éternelle les illumine.
Au milieu de tes Saints et à jamais, car tu es miséricordieux."
Ces textes sont ceux de la messe proprement dite. Le requiem selon le rite parisien ne comprend pas de Dies iræ et contient le  motet de l'élévation Pie Jesu : ce sont par exemple les messes de requiem de Dvořák, Fauré, Duruflé ; le Libera me termine de nombreux requiem : le répons est chanté pour l’Absoute et l'antienne l'est après la messe, lorsqu'on va au cimetière attenant à l'église pour placer le corps dans son lieu de sépulture).
- Absoute prononcée dans l'église, qui a la forme musicale d'un répons :

Libera me, Domine, de morte æterna, in die illa tremenda, quando cœli movendi sunt et terra, dum veneris iudicare sæculum per ignem. Tremens factus sum ego et timeo, dum discussio venerit atque ventura ira. Dies illa, dies iræ, calamitatis, et miseriæ, dies magna et amara valde. Requiem æternam dona eis, Domine, et lux perpetua luceat eis.
Délivre-moi, Seigneur, de la mort éternelle, en ce jour redoutable :
où le ciel et la terre seront ébranlés, quand tu viendras éprouver le monde par le feu.
Voici que je tremble et que j'ai peur, devant le jugement qui approche, et la colère qui doit venir.
Ce jour-là doit être jour de colère, jour de calamité et de misère, jour mémorable et très amer
donne-leur le repos éternel, Seigneur, et que la lumière brille à jamais sur eux.
- Le répons Subvenite, chanté à la levée du corps :

Subvenite, Sancti Dei, occurrite, Angeli Domini, * Suscipientes animam eius, + Offerentes eam in conspectu Altissimi. V. Suscipiat te Christus, qui vocavit te, et in sinum Abrahæ Angeli deducant te. V. Requiem æternam dona ei, Domine : et lux perpetua luceat ei.
Venez, saints de Dieu, Accourez, anges du Seigneur,
Prenez son âme et présentez-la devant la face du très-haut.
V/. Que le Christ qui t'a appelé te reçoive, et que les anges te conduisent dans le sein d'Abraham.
V/. Donne-lui, Seigneur, le repos éternel, et que la lumière perpétuelle l'illumine.
- Absoute « In paradisum », deux antiennes en alternance, chantées en allant au cimetière et sur la tombe :

In Paradisum deducant te Angeli; in tuo adventu suscipiant te Martyres, et perducant te in civitatem sanctam Jerusalem.
Chorus Angelorum te suscipiat, et cum Lazaro quondam paupere, æternam habeas requiem.
Que les Anges te conduisent au Paradis; que les Martyrs t'accueillent à ton arrivée, et t'introduisent dans la Jérusalem du ciel.
Que les Anges, en chœur, te reçoivent, et avec celui qui fut jadis le pauvre Lazare, que tu jouisses du repos éternel.
- La reprise du Pie Jesu combine et paraphrase les vers finaux du Dies iræ et de l’Agnus Dei (essentiellement par l'ajout du mot sempiternam).

« Pie Iesu Domine, dona eis requiem. Dona eis requiem sempiternam. »

## Compositions musicales
La forme ordinaire du chant de la messe pour les défunts est en grégorien. La première version polyphonique connue a été composée par Johannes Ockeghem vers 1461 ou 1483 ; son requiem est considéré comme copié d’un compositeur légèrement plus ancien, Guillaume Dufaÿ (mais l'œuvre de ce dernier est perdue). Les premiers requiem utilisent différents textes de plusieurs liturgies européennes avant que le  Concile de Trente n’adopte le texte ci-dessus. Le Requiem d'Antoine Brumel (avant 1519 : 1516 ?) est le premier à inclure le Dies iræ.
Plus de deux mille requiem ont été composés. Les versions de la Renaissance sont en principe a cappella (c'est-à-dire sans accompagnement instrumental) et environ mille six cents compositeurs ultérieurs ont choisi d’utiliser des instruments pour accompagner le chœur et emploient également des chanteurs solistes.
La plupart des compositeurs omettent des parties de la liturgie, la plupart du temps le Graduel et le Trait. Gabriel Fauré et Maurice Duruflé n’ont pas inclus le Dies iræ (seule ce qu'on pourrait appeler la préfiguration ancienne et encore très peu développée de cette prière apparaît dans le Libera me du requiem de Fauré). Dans les époques précédentes, le texte complet de la Séquence médiévale avait souvent été utilisé par les compositeurs dans des œuvres indépendantes.
De temps en temps, les compositeurs divisent certains des textes de cette liturgie en deux ou plusieurs épisodes à cause de leur longueur. Ainsi, le Dies iræ, qui comprend vingt strophes, est le plus souvent divisé en plusieurs parties (c'est le cas dans le requiem de Mozart). L’Introït et le Kyrie, qui se chantent à la suite l'un de l'autre dans la liturgie catholique, sont souvent rassemblés en un seul épisode.

## Lesrequiemde concert
De la fin du XVIIIe siècle jusqu'à la fin du XIXe siècle, de nombreux compositeurs ont écrit des requiem si longs ou utilisant tant d'interprètes qu’ils ne pouvaient pas être exécutés pendant un service funèbre religieux normal ; les requiem de Gossec, Berlioz, Saint-Saëns, Verdi et Dvořák sont des oratorios. Une contre-réaction à ce mouvement vint du Mouvement cécilien qui recommandait un accompagnement restreint pour la musique liturgique et voyait d’un mauvais œil l’utilisation de solistes vocaux.

## Lesrequiemnon catholiques
Le terme requiem est aussi utilisé pour désigner n'importe quelle composition sacrée au texte religieux approprié pour des funérailles, en particulier les Requiem des autres confessions. Les requiem allemands composés au XVIIe siècle par Schütz et Praetorius font partie des plus anciens requiem de ce type ; ce sont des adaptations luthériennes du requiem catholique. Ils ont servi d'inspiration au célèbre Ein deutsches Requiem (Un Requiem allemand) de Brahms.
Les requiem non catholiques :
- Protestant
  - Luthérien (Allemand)
  - Anglican (Anglais)
- Judaïque - Kaddish
- Orthodoxe
  - Église orthodoxe de Grèce - Parastás
  - Église orthodoxe russe - Panikhida

### Service funèbre anglican
Le Livre de la prière commune (1552) anglican contient sept textes connus sous le nom de funeral sentences ; plusieurs compositeurs ont écrit à partir de ces sept textes connus sous le nom de service funèbre. Les principaux compositeurs de requiem anglicans sont Thomas Morley, Orlando Gibbons, et Henry Purcell.
Le texte des seven sentences tiré du Livre des Prières publiques :
- I am the resurrection and the life, saith the Lord : he that believeth in me, though he were dead, yet shall he live : and whosoever liveth and believeth in me shall never die.
- I know that my Redeemer liveth, and that he shalt stand at the latter day upon the earth. And though after my skin worms destroy this body, yet in my flesh shall I see God : whom I shall see for myself, and mine eyes shall behold, and not another.
- We brought nothing into this world, and it is certain we can carry nothing out. The Lord gave, and the Lord hath taken away ; blessed be the Name of the Lord.
- Man that is born of a woman hath but a short time to live, and is full of misery. He cometh up, and is cut down, like a flower ; he fleeth as it were a shadow, and never continueth in one stay.
- In the midst of life we are in death : of whom may we seek for succour, but of thee, O Lord, who for our sins art justly displeased? Yet, O Lord God most holy, O Lord most mighty, O holy and most merciful Saviour, deliver us not into the bitter pains of eternal death.
- Thou knowest, Lord, the secrets of our hearts; shut not thy merciful ears to our prayer ; but spare us, Lord most holy, O God most mighty, O holy and merciful Saviour, thou most worthy judge eternal, suffer us not, at our last hour, for any pains of death, to fall from thee.
- I heard a voice from heaven, saying unto me, Write, From henceforth blessed are the dead which die in the Lord : even so saith the Spirit: for they rest from their labours.

### Kaddishdes endeuillés
Le Kaddish des endeuillés fait partie des rituels de deuil dans le judaïsme.
Les mots d'ouverture de cette prière sont inspirés du verset  38,23, une vision de Dieu "devenant" grand aux yeux de toutes les nations.

La ligne capitale du kaddish dans la tradition juive est la réponse de la congrégation « Que Son grand Nom soit béni pour toujours et pour toute l'éternité » (cf. traité Berakhot 3a). Il s'agit d'affirmer la grandeur et l'éternité de Dieu.
La première mention d'un Kaddish pendant le service a été faite dans un Halakha au XIIIe siècle par Isaac ben Moses de Vienne.
Le Kaddish de la fin du service fut dénommé le Kaddish Yatom (קדיש יתום) ou Kaddish des endeuillés (littéralement le Kaddish de l'orphelin).

### Service funèbre orthodoxe
Dans les églises orthodoxes, le requiem est la forme complète du service funèbre (Grec : Parastás, Slave : Panikhida).
Le service funèbre normal est une forme abrégée des matines mais le requiem contient tous les psaumes, lectures et hymne utilisés lors des matines, des vêpres et Prime. Le requiem complet dure environ trois heures et demie. Dans cette configuration il représente clairement le concept de Parastás qui signifie littéralement Veiller toute la nuit. On rencontre souvent un autre service le matin suivant en l'honneur du défunt.
À cause de leur longueur, les requiem sont souvent dans une version abrégée. Cependant, au moins dans la tradition liturgique russe, un requiem sera souvent célébré la veille de la canonisation d'un saint lors d'un service spécial appelé le dernier Panikhida.

### Francisation de terme
Depuis 2001, l'Académie française emploie ce mot avec minuscule mais invariable : des requiem.

## Développements auXXesiècle
Le requiem a évolué dans de nouvelles directions au siècle dernier. Le genre Requiem de Guerre, qui consiste en des œuvres dédiées à la mémoire de personnes tuées en temps de guerre, est peut-être le plus notable. Ce genre inclut souvent des poèmes non liturgiques ou pacifistes ; par exemple le War Requiem de Benjamin Britten juxtapose le texte latin avec des poésies de Wilfred Owen et dans Mass in Black, Robert Steadman (en) entremêle la poésie écologiste et les prophéties de Nostradamus.
Pour finir, le XXe siècle a vu le développement des requiem profanes, écrits pour être joués sans rapport avec la religion ou avec la liturgie (par exemple le Requiem d'époque stalinienne, écrit par Kabalevski avec les poèmes de Robert Rojdestvenski), et certains compositeurs ont écrit des œuvres purement instrumentales portant le nom de requiem comme la Sinfonia da Requiem de Britten.

### Chanson française
- Serge Gainsbourg a intitulé une de ses chansons Requiem pour un con (BO du Pacha, 1968).
- Léo Ferré a intitulé une de ses chansons Requiem. C'est une lente déploration énumérative à la fin de laquelle il appelle au silence. Il en existe une version instrumentale (album Ferré muet..., 1975) et une version chantée (album Je te donne, 1976).
- Johnny Hallyday a interprété une chanson intitulée Requiem pour un fou (album Derrière l'amour, 1976).
- Babx a intitulé une de ses chansons Remington Requiem (album Cristal Ballroom, 2009).

## Requiemcélèbres
Liste non exhaustive par ordre chronologique 
- Johannes Ockeghem, Requiem, 1461 ou 1483
- Antoine Brumel, Missa pro defunctis (Dies irae), Requiem, 1516
- Antoine de Févin, Requiem pour Anne de Bretagne, 1514
- Pierre Cléreau, Requiem pour Claude de Lorraine (1550) porte aussi le nom de Missa pro Mortuis (« Messe pour les morts »).
- Roland de Lassus, Missa pro defunctis (« Messe pour les défunts ») composée en 1580
- Eustache du Caurroy, Composé en 1590 porte aussi le nom de Missa pro defunctis, dit Requiem des rois de France (à partir des obsèques d'Henri IV jusqu'en 1789, musique officielle des funérailles royales)[12]
- Giovanni Pierluigi da Palestrina, Missa pro defunctis à 5 voix, composée en 1591.
- Tomás Luis de Victoria, Missa pro defunctis à 4 voix (1583) et Officium Defunctorum à 6 voix (1605) ; composé en 1603 en faveur des obsèques de l'impératrice Marie d'Autriche.
- Heinrich Ignaz Franz Biber, Requiem à 15 composé pour les funérailles du cardinal Maximilian Gandolf, comte de Künburg, en 1687.
- Louis Chein, Missa pro defunctis composée en 1690.
- Marc-Antoine Charpentier
  - Motet pour les trépassés / Plainte des âmes du purgatoire pour solistes, double choeur, flûtes, cordes, et basse continue, H.311, vers 1670
  - Messe pour les trépassés à 8, H.2 vers 1670
  - Prose des morts Dies irae, H.12 vers 1670
  - Messe des morts à 4 voix, H.7 vers 1690
  - Messe des morts à 4 voix et symphonie, H.10 vers 1695
- Pierre Bouteiller, Requiem composé vers 1660
- Francesco Cavalli, Missa pro defunctis per octo vocibus, composée en 1675.
- Jean Gilles, Requiem composé vers 1705 porte aussi le nom de Messe des Morts.
- André Campra, Messe de Requiem composée après 1723 ; porte aussi le nom de Messe des Morts.
- Louis Homet, Requiem composé vers 1722
- Antonio Lotti, Composé vers 1730.

- François-Joseph Gossec, Messe des morts composée en 1760 sous le nom de Missa pro defunctis et également appelé Grande messe des morts

- Johann Adolph Hasse[13] :
  - Requiem en ut majeur composé en 1763 à la mémoire du Prince-Électeur de Saxe et Roi de Pologne Auguste III, mort la même année.
  - Requiem en mi bémol majeur composé peu après à la mémoire de Frédéric IV de Saxe, héritier d'Auguste III, mort quelques mois après son père.
  - On lui attribue également un autre Requiem en mi bémol majeur, ainsi que plusieurs fragments d'office des défunts.

- Andrea Luchesi, Composé en 1771 pour les funérailles solennelles de l'ambassadeur d'Espagne à Venise.

- Michael Haydn, La Missa pro defuncto Archiepiscopo Sigismondo, en ut mineur. Composé en décembre 1771 pour la mort du comte archevêque Sigismund von Schrattenbach à Salzbourg.

- Domenico Cimarosa, Composé en 1787 porte aussi le nom de Missa pro Defunctis.

- Wolfgang Amadeus Mozart (Inachevé). Dernière œuvre de Mozart, ce Requiem fut essentiellement composé sur son lit de mort en 1791 (et complété par un de ses élèves, Franz-Xaver Süßmayr). Il s'agit d'une des œuvres les plus célèbres du compositeur et constitue l'un des principaux chefs-d'œuvre de la musique classique occidentale.

- Luigi Cherubini : 
  - Requiem en ut mineur, composé en 1817. Œuvre grandiose, ce Requiem fut composé pour l'anniversaire de la mort de Louis XVI (21 janvier 1793).
  - Requiem pour chœur d'hommes et orchestre en ré mineur 1836.

- Gaetano Donizetti, Requiem en ré mineur, composé en 1835 à la mémoire de Bellini.

- Hector Berlioz, Grande Messe des Morts, composé entre 1835 et 1837  donné aux Invalides le 5 décembre 1837 pour les obsèques du général Damrémont.

- Robert Schumann : 
  - Requiem, opus 148, première version composée en avril 1852, orchestrée entre les 16 et 23 mai 1852;
  - Requiem für Mignon, opus 98b.

- Johannes Brahms, Ein deutsches Requiem (Un Requiem allemand), composé en 1869, (n'est pas une messe).

- Giuseppe Verdi, Messe de requiem fut composée en 1875 pour l'anniversaire de la mort d'Alessandro Manzoni. Commencée à plusieurs mains pour Rossini, elle fut abandonnée avant d'être reprise par Verdi.

- Camille Saint-Saëns, Messe de requiem composée en huit jours d'avril 1878 pour honorer un don d'Albert Libon décédé l'année précédente. Peu après sa création Saint-Saëns perdait en quelques semaines ses deux jeunes enfants (accident et maladie).

- Gabriel Fauré, Messe de requiem de 1888 (création à la Madeleine) complétée en 1893 puis orchestrée - probablement de Jean-Roger Ducasse en 1900.

- Antonín Dvořák, Requiem composé en 1890.

- Charles Gounod[14] :
  - Requiem en ré mineur, composé en 1842 à Vienne sous influence de l'œuvre de Mozart ;
  - Messe brève pour les morts, créée en 1873 à Londres ;
  - Messe des morts en fa majeur, créée en 1876 à Paris ;
  - Requiem en do majeur, composé de 1891 à 1893 (posthume) ;
  - (de plus, manuscrit de dit Second Requiem non achevé).

- Cyrillus Kreek, Composé en 1927. Titre estonien Reekviem c-moll (« Requiem en do mineur »).

- Henri Tomasi, Requiem pour la paix composé en 1944.

- Maurice Duruflé, Requiem (1947 et seconde version de 1961)

- Benjamin Britten, War-Requiem écrit en réponse aux destructions de la Seconde Guerre mondiale. Des poèmes de l'auteur Wilfred Owen sont inclus dans l'œuvre, entendue pour la première fois le 30 mai 1962 dans la cathédrale reconstruite de Coventry. Celle-ci avait été détruite lors du Blitz (la guerre éclair voulue par Hitler) durant la Seconde Guerre mondiale. Benjamin Britten a dirigé la première, avec les solistes Peter Pears, Dietrich Fischer-Dieskau, et Heather Harper. Cette œuvre devait avoir un caractère unificateur et pacifiste. Pour cela, il était prévu que des chanteurs Allemands, Russes, Américains et Anglais vinssent interpréter l'œuvre, dirigée par Britten lui-même. Cependant dans un contexte de guerre froide, l'URSS refusa d'envoyer ses solistes.

- Alfred Desenclos, Requiem pour chœur et orgue 1961
- Bernd Alois Zimmermann, Requiem pour un jeune poète 1969
- György Ligeti, Le Requiem pour soprano, mezzo-soprano, deux chœurs mixtes et orchestre a été composé entre 1963 et 1965. Cette pièce a été utilisée en 1968 dans 2001, l'Odyssée de l'espace, le film de Stanley Kubrick.

- Jean Daetwyler, Le Requiem pour les temps atomiques a été écrit par le compositeur Suisse après une visite du camp de concentration d'Auschwitz en 1974.

- Krzysztof Penderecki, Le Requiem polonais a été composé entre 1980 et 1993.

- Mikis Theodorakis, Requiem composé en 1983-1984.

- Fredrik Sixteen

- Andrew Lloyd Webber, Requiem  composé en 1984 à la mémoire de son père, s'appuyant sur le texte latin traditionnel. Le Pie Jesu en particulier, est devenu célèbre.

- Requiem for the leaving de Dan Forrest

- Luciano Berio, Friedrich Cerha, Paul-Heinz Dittrich (en), Marek Kopelent, John Harbison, Arne Nordheim, Bernard Rands, Marc-André Dalbavie, Judith Weir, Wolfgang Rihm, Alfred Schnittke, Jōji Yuasa, György Kurtàg
  - Requiem de la Réconciliation composé en 1995, œuvre collective de 14 compositeurs issus de pays impliqués dans la Seconde Guerre mondiale.

- Zbigniew Preisner, Requiem for my friend, en 1998, en hommage au réalisateur Krzysztof Kieslowski.

## Autres compositeurs de Requiem

### Requiem par périodes

#### Renaissance
Voir aussi Musique de la Renaissance
- Giovanni Francesco Anerio
- Giammateo Asola
- Giulio Belli (en)
- Antoine Brumel
- Eustache du Caurroy
- Manuel Cardoso
- Pierre Certon
- Clemens non Papa
- Guillaume Dufay (perdu)
- Pedro de Escobar
- Antoine de Févin
- Francisco Guerrero
- Jacobus de Kerle
- Roland de Lassus
- Duarte Lobo
- Jean Maillard
- Jacques Mauduit
- Manuel Mendes
- Cristóbal de Morales
- Johannes Ockeghem (le plus ancien Requiem à avoir survécu)
- Giovanni Pierluigi da Palestrina
- Costanzo Porta
- Johannes Prioris (en)
- Jean Richafort
- Pierre de la Rue
- Claudin de Sermisy
- Jacobus Vaet

#### Baroque
Voir aussi Musique baroque
- Heinrich Ignaz Franz Biber
- André Campra
- Joan Cererols
- Marc-Antoine Charpentier 3 messes H.2, H.7, H.10 (+ H.12, H.311)
- Francesco Durante (plusieurs messes de requiem à 3, 4 et 8 voix)
- Johann Joseph Fux Missa pro defunctis (Kaiserrequiem K 51-33)
- Pierre Bouteiller
- Jean Gilles
- Charles Levens requiem et une messe des morts
- Johann Adolf Hasse requiem en do majeur
- Johann David Heinichen
- Charles d'Helfer
- François Giroust Prose des morts sur le motif liturgique du Dies irae 1765
- Louis Homet (deux messes)
- Niccolo Jommelli
- Jean-Baptiste Lully (motet Dies iræ seulement)
- Claudio Monteverdi (perdu)
- Michael Praetorius
- Johann Rosenmüller Missa et Motetti pro defunctis (Messe et Motets pour les défunts)
- Heinrich Schütz
- Jan Zach
- Jan Dismas Zelenka

#### Période classique
Voir aussi Musique de la période classique
- Luigi Cherubini
- Florian Leopold Gassmann
- Simon Mayr
- François-Joseph Gossec
- Michael Haydn
- Andrea Luchesi
- José Maurício Nunes Garcia
- Wolfgang Amadeus Mozart
- Ossip Kozlovski
- Ignaz Pleyel

#### Romantique
Voir aussi Musique romantique
- Hector Berlioz
- João Domingos Bomtempo
- Johannes Brahms
- Anton Bruckner
- Carl Czerny
- Gaetano Donizetti
- Antonín Dvořák
- Gabriel Fauré
- Julius Ernest Wilhelm Fučík
- Charles Gounod
- Théodore Gouvy
- Asger Hamerik
- Franz Liszt
- François-Auguste Gevaert
- Max Reger
- Josef Rheinberger
- Camille Saint-Saëns
- Franz Schubert
- Robert Schumann
- Franz von Suppé
- Charles Villiers Stanford
- Sergueï Taneiev Cantate Saint Jean Damascène, Op.1 (Texte d'Alexis Tolstoï)
- Giuseppe Verdi
- Richard Wetz

#### XXesiècle
Voir aussi Musique contemporaine
- Malcolm Archer (en)
- Vyacheslav Artyomov (en)
- Vidmantas Bartulis (en)
- Xavier Benguerel i Godó
- Thomas Beveridge (nl)
- Benjamin Britten War Requiem (Requiem de guerre) op. 66
- Geoffrey Burgon
- Jean Catoire Requiem pour voix de femmes sans accompagnement avec antiennes et répons d'Hildegarde von Bingen
- Weepers Circus
- Frederick Delius, Requiem
- James DeMars An American Requiem
- Edison Denisov Requiem (1980)
- Alfred Desenclos, (1963)
- Maurice Duruflé, Requiem (1947)
- Pascal Dusapin Requiem(s)
- Hanns Eisler Lenin-Requiem (1937)
- Marc Eychenne Requiem (1981)
- Christian Favre (2008)
- Jean-Louis Florentz Asùn, op.7 (ancien titre : Requiem de la Vierge) [1986-1988][15]
- Sandro Gorli (1989, à la mémoire de Nathalie Méfano)
- Siegmund von Hausegger, (1907), requiem pour chœur mixte à 8 voix (Texte de Friedrich Hebbel)
- Frigyes Hidas (en)
- Paul Hindemith When Lilacs Last in the Dooryard Bloom'd
- Herbert Howells
- Karl Jenkins
- Dmitri Kabalevski Requiem A la mémoire de ceux qui ont péri dans la lutte contre le fascisme (Texte de Robert Rojdestvenski)
- Alexandre Kastalski
- Volker David Kirchner (Requiem "Messa di Pace", 1988)
- Requiem (Jón Leifs)
- György Ligeti, Requiem (Ligeti) (en) (1963-1965)
- Oskar Lindberg
- Roman Maciejewski (en)
- Frank Martin, Requiem pour solistes, chœur, grand orgue et orchestre (1971-1972)
- Rudolf Mauersberger Dresdner Requiem (de) (Requiem pour Dresde bombardée)
- Krzysztof Penderecki Requiem polonais
- Jocelyn Pook
- Zbigniew Preisner
- Jean Rivier 1953
- Jacques Rebotier
- John Rutter
- Tadeáš Salva (de)
- Alfred Schnittke
- Peter Sculthorpe
- Valentin Silvestrov (Requiem for Larissa, 1997-1999).
- Ladislav Simon
- Robert Steadman (en)
- Igor Stravinsky
- Emil Tabakov (1993)
- Toru Takemitsu
- John Tavener
- Boris Tichtchenko (1966)
- Henri Tomasi Requiem, op. 9, pour soli, chœurs, orchestre et orgue
- Erkki-Sven Tüür
- Ladislav Vycpálek (en) (České requiem: Smrt a spasení, 1940)
- Andrew Lloyd Webber
- Kurt Weill Das Berliner Requiem
- Bernd Alois Zimmermann

#### XXIesiècle
- Arnaud Dumond (Requiem de la Nativité, 2008, et Requiem for my friend, 1998)[16]
- Carlos Julio Ramirez Toro (Requiem para 2 coros, 8 solistas y orquesta, 2008)
- Bob Chilcott (2010)
- Christian Favre
- Juraj Filas (en) (Oratio Spei (Prière d'espérance), requiem dédié aux victimes du terrorisme 2011)
- Guan Xia (en) (Earth Requiem, 2009)
- Gabriel Jackson
- Jacques Hiver (Requiem a cappella Renaissance, 2004)
- Karl Jenkins
- Evgeni Kostitsyn
- Thierry Lancino
- Frédéric Ledroit (Requiem, 2012).
- Thierry Machuel (Oratorio Mémorial, Requiem transcrit pour choeur d'après le choral pour orgue de J-S Bach,2017).
- Olivier d'Ormesson (compositeur) (Requiem pour le salut d'une âme errante, 2015).
- Christopher Rouse
- A Filetta (Di Corsica Riposu, Requiem pour deux regards, 2011).
- Marc L. Vogler (Requiem Covid-19, 2020)

### Requiem par langue (autre que le latin seul)
Anglais avec latin
- Benjamin Britten
- Herbert Howells
- Evgeni Kostitsyn
- Christopher Rouse
- John Rutter

Allemand
- Johannes Brahms
- Michael Praetorius
- Franz Schubert
- Heinrich Schütz

Français, anglais, allemand avec latin
- Edison Denisov
- Alfred Desenclos
- Arnaud Dumond
- Jacques Hiver

Français, grec, avec latin
- Thierry Lancino
- Arnaud Dumond
- Olivier d'Ormesson

Polonais avec latin
- Krzysztof Penderecki
- Zbigniew Preisner

Russe
- Elena Firsova - Requiem, Op.100 (Texte d'Anna Akhmatova)
- Dmitri Kabalevski - Requiem A la mémoire de ceux qui ont péri dans la lutte contre le fascisme, cantate (Textes de Robert Rojdestvenski)
- Sergueï Taneiev - Cantate Saint Jean Damascène, Op.1 (Texte d'Alexis Tolstoï)

## Le Requiem dans la culture populaire
- Alexandre Borodine a composé un Requiem pour la pièce collaborative Paraphrases.
- Dans une parodie de Geisslerlied (en) (Chant de flagellants), des moines, dans le film Monty Python : Sacré Graal !, chantent le Pie Jesu tout en se frappant avec leur livre.
- Requiem for a Dream est un roman écrit par Hubert Selby, Jr. en 1978 (titre de parution français : Retour à Brooklyn. Le livre est transposé au cinéma par Darren Aronofsky en 2000, sous le titre Requiem for a Dream.
- En 1983, Pink Floyd a sorti l’album The Final Cut, sous-titré A Requiem for the Post-War Dream.
- En 1986, le groupe corse I Chjami Aghjalesi termine sa chanson "Le Chemin des Dames" (extraite de l'album "U mio cantu") par un extrait du Requiem en chant polyphonique : Libera me Domine / De morte æterna. La chanson décrit les dernières pensées d'un soldat corse pris dans cette bataille de la Première Guerre Mondiale, pensées qui le ramènent à son village juste avant de périr.
- Le groupe de rock français Weepers Circus a composé un Requiem (en 1992) sur les textes traditionnels du XIIIe siècle (textes en latin de même que traduits en français, allemand et anglais) et qui fut exécuté en concert dans diverses églises et temples à Strasbourg (France) de 1992 à 1994. Il n'existe, à ce jour[Quand ?], aucun enregistrement discographique de cette œuvre.
- Requiem (pièce de théâtre) d'Hanoch Levin parue en 1998
- Requiem of Spirit est un morceau du jeu vidéo The Legend of Zelda: Ocarina of Time pour Nintendo 64.
- Dans la bande son de l'adaptation animée du manga Death Note, figurent des parties du Requiem (Kyrie et Dies iræ notamment), ainsi que des extraits du Requiem de Mozart.
- On peut également retrouver un extrait de l’Introït du Requiem de Mozart dans l'adaptation cinématographique de Zack Snyder de la bande dessinée Watchmen.
- Requiem pour les sourds (2010) est le nom d'un album du groupe Québécois Vulgaires Machins.
- Le groupe de metal gothique britannique Paradise Lost a sorti en 2007 un album intitulé In Requiem dont l'un des titres s'intitule Requiem.
- Le cinéaste québécois Robert Morin a tourné un film intitulé Requiem pour un beau sans-cœur (1992).
- Le cinéaste français Jérôme Le Gris a tourné un film intitulé Requiem pour une tueuse (2011).
- Requiem est le titre d'une chanson du groupe The Getaway Plan dans l'album portant le même nom.
- Le « Requiem de Zéro » est une action entreprise par Lelouch Vi Britannia dans la série d'animation Code Geass.
- "Gold Experience Requiem" est le Stand de Giorno Giovanna dans la Série d'animation JoJo's Bizarre Adventure Golden Wind.
- En 2022, Werner Herzog rend hommage au couple de vulcanologues Maurice et Katia Krafft dans un film documentaire, Au cœur des volcans : Requiem pour Katia et Maurice Krafft.